# Quintin McMillan
Quintin McMillan (23 de juny de 1904 a Germiston, Transvaal - 3 de juliol de 1948 a Randfontein, Transvaal) era un jugador de cricket sud-africà. Va jugar 13 tests de cricket entre el 1929 i el 1932.